# كأس روستيليكوم 2021
كأس روستيليكوم 2021 (بالروسية: Кубок Ростелекома 2021) هي المرحلة النهائية السادسة من سلسلة منافسة دولية رفيعة المستوى، من سباق الجائزة الكبرى للتزلج على الجليد 2021-22 ، التي يقيمها الاتحاد الروسي للتزلج على الجليد برعاية الاتحاد الدولي للتزلج أقيمت المسابقة لأول مرة في مدينة سوتشي في قصر آيسبيرغ للتزلج على الجليد في الفترة من 26 إلى 28 نوفمبر 2021 تم منح الميداليات في تخصصات فردي الرجال ، فردي السيدات ، الأزواج ، والرقص على الجليد. سيكسب المتزلجون نقاطًا للتأهل لنهائي سباق الجائزة الكبرى 2021-22.
كان من المقرر أصلاً عقد هذا الحدث في موقعه التقليدي في قصر ميغاسبورت الرياضي في موسكو ، ولكن تم نقله في يونيو بعد أن قام الاتحاد الدولي لهوكي الجليد بتعديل حجم حلبة التزلج في ميغاسبورت .لأول مرة في مسيرته ، فاز المتزلج الفني الجورجي موريس كفيتلاشفيلي بالميدالية الذهبية في مراحل سلسلة سباق الجائزة الكبرى. احتل المتزلج الفردي الروسي ميخائيل كوليادا المركز الثاني في هذه المرحلة ، وبعد أن فاز سابقًا بالميدالية الفضية في المرحلة الإيطالية ، تأهل لنهائيات الجائزة الكبرى لموسم 2021/2022.
فيما سجلت المتزلجة الروسية كاميلا فالييفا خلال البطولة رقما قياسيا عالميا جديدا في برامج قصيرة والتزلج الحر بتحقيقها 272.71 نقطة، متجاوزه مجموع النقاط والرقم القياسي السابق في البرنامج القصير - 85.45 نقطة التي حققته المتزلجة الروسية ألينا كوستورنايا في نهائي الجائزة الكبرى 2019/2020، وفي البرنامج الحر (كان 180.89) وفي مجموع النقاط (كان 265.08) وكذلك تجاوزت كاميلا الأرقام القياسية الخاصة بها التي حققتها في سباق الجائزة الكبرى الكندية. متفوقة غلى المشاركون في هذه المرحلة ، وعليه حصلت على المراكز الثلاثة الأولى كل من المتزلجات الروسيات كاميلا فالييفا ، إليزافيتا توكتاميشيفا ومايا خروميخ ، بعد نتائج البطولة ، تأهلوا لنهائيات الجائزة الكبرى للموسم 2021/2022.
في حدث حدث التزلج الزوجي تأهل الزوج الروسي أناستاسيا ميشينا وألكسندر غالياموف ، اللذان احتلا المركز الأول في هذه المرحلة والمركز الأول في المرحلة اليابانية ، وكذلك داريا بافليوتشينكو ودينيس خوديكين اللذان احتلتا المركز الثاني في هذه المرحلة والثاني على المرحلة الكندية ، وتأهلت إلى الجائزة الكبرى. نهائيات سباق الجائزة الكبرى للموسم 2021/2022، أما في حدث الرقص على الجليد تأهل الراقصيين الروسيين فيكتوريا سينيتسينا ونيكيتا كاتسالابوف اللذان احتلا المركز الأول في هذه المرحلة والمركز الأول في المرحلة اليابانية ، وكذلك الراقصيين الإيطاليين شارلين غينيارد وماركو فابري اللذان احتلا المركز الثاني في هذه المرحلة والمركز الثاني في المرحلة الكندية. لنهائيات الجائزة الكبرى لموسم 2021/2022.

## أرقام القياسية
تم تحديد  أفضل الدرجات في الاتحاد الدولي للتزلج الجديدة التالية خلال هذه المسابقة:
| أختصاص | عنصر         | المتزلج        | نتيجة  | تاريخ          | المرجع |
| ------ | ------------ | -------------- | ------ | -------------- | ------ |
| سيدات  | برنامج قصير  | كاميلا فالييفا | 87.42  | 26 نوفمبر 2021 | [ 12 ] |
| سيدات  | التزلج الحر  | كاميلا فالييفا | 185.29 | 27 نوفمبر 2021 | [ 13 ] |
| سيدات  | مجموع النقاط | كاميلا فالييفا | 272.71 | 27 نوفمبر 2021 | [ 14 ] |

## المشاركين
يتم تصنيف المتزلجين ودعوتهم إلى سباقات الجائزة الكبرى الستة لأحداث التزلج الفني على الجليد بناءً على نتائج بطولة اتحاد التزلج الدولي العالمية للتزلج الفني على الجليد 2021. تمت دعوة 38 رجلاً و 44 سيدة و 25 زوجًا و 34 من أزواج الرقص الجليدي يمثلون 21 عضوًا في اتحاد التزلج الدولي، الحد الأقصى لعدد المشاركات لكل حدث هو 12 سيدة و 12 رجلاً و 8 أزواج و 10 أزواج من الرقص على الجليد.
| البلد            | رجال                                            | سيدات                                            | أزواج | الرقص على الجليد                                                                                              |
| ---------------- | ----------------------------------------------- | ------------------------------------------------ | --- | --- |
| أستراليا         | براندان كيري                                    |                                                  | | |
| النمسا           |                                                 | أولغا ميكوتينا                                   | ميريام تسيغلر / سيفيرين كيفر                                                                             | |
| أذربيجان         |                                                 | يكاترينا ريابوفا                                 | | |
| بيلاروس          |                                                 | فيكتوريا سافونوفا                                | | |
| بلجيكا           |                                                 | لوينا هندريكس                                    | | |
| كندا             | رومان سادوفسكي                                  | مادلين شكيزاس                                    | كريستين مور تاورز / مايكل مارينارو                                                                       | لورانس فورنييه بودري / نيكولاي سورينسن                                                                        |
| جمهورية التشيك   | مايكل بوزينا                                    |                                                  | | |
| إستونيا          |                                                 | إيفا لوتا كيبوس                                  | | |
| جورجيا           | نيكا إيغادزه موريسي كفيتيلاشفيلي                |                                                  | | |
| المجر            |                                                 |                                                  | إيوليا تشتشيتينينا / مارك ماجيار                                                                         | |
| إيطاليا          | ماتيو ريزو                                      |                                                  | نيكول ديلا مونيكا / ماتيو جواريس                                                                         | شارلين غينيارد / ماركو فابري                                                                                  |
| اليابان          | كيجي تاناكا كازوكي تومونو                       | رينو ماتسويكي                                    | | |
| ليتوانيا         |                                                 |                                                  | | أليسون ريد / سوليوس أمبروليفيتشيوس                                                                            |
| بولندا           |                                                 | إيكاترينا كوراكوفا                               | | |
| روسيا            | ميخائيل كوليادا مارك كوندراتوك يفغيني سيمينينكو | مايا خروميخ إليزافيتا توكتاميشيفا كاميلا فالييفا | ياسمينا قاديروفا / إيفان بالتشينكو أناستاسيا ميشينا / الكسندر غالياموف داريا بافليوشينكو / دينيس خوديكين | إليزافيتا خودايبرديفا / إيغور بازين فيكتوريا سينيتسينا / نيكيتا كاتسالابوف أناستازيا سكوبتسوفا / كيريل أليشين |
| إسبانيا          |                                                 |                                                  | | سارا هورتادو / كيريل خاليافين                                                                                 |
| الولايات المتحدة | كامدن بولكينن                                   | ماريا بيل                                        | أودري لو / ميشا ميتروفانوف                                                                               | كايتلين هاوايك / جان-لوك بيكر                                                                                 |

## نتائج المنافسات

### مسابقات الرجال
| م  | اسم                 | الدولة           | مجمل النقاط | برنامج قصير | برنامج قصير | تزلج حر ‏ | تزلج حر ‏ |
| -- | ------------------- | ---------------- | ----------- | ----------- | ----------- | -------- | -------- |
| 1  | موريسي كفيتيلاشفيلي | جورجيا           | 266.33      | 2           | 95.37       | 3        | 170.96   |
| 2  | ميخائيل كوليادا     | روسيا            | 264.64      | 4           | 84.48       | 1        | 180.16   |
| 3  | كازوكي تومونو       | اليابان          | 264.19      | 1           | 95.81       | 5        | 168.38   |
| 4  | رومان سادوفسكي      | كندا             | 253.80      | 3           | 84.59       | 4        | 169.21   |
| 5  | ماتيو ريزو          | إيطاليا          | 250.47      | 9           | 77.45       | 2        | 173.02   |
| 6  | يفغيني سيمينينكو    | روسيا            | 246.66      | 7           | 81.00       | 6        | 165.66   |
| 7  | كامدن بولكينين      | الولايات المتحدة | 237.97      | 5           | 83.47       | 9        | 154.50   |
| 8  | مارك كوندراتيوك     | روسيا            | 231.88      | 11          | 74.16       | 8        | 157.72   |
| 9  | كيجي تاناكا         | اليابان          | 229.75      | 10          | 76.69       | 10       | 153.06   |
| 10 | مايكل بوزينا        | جمهورية التشيك   | 219.59      | 6           | 82.31       | 11       | 137.28   |
| 11 | نيكا ايجادزي        | جورجيا           | 210.17      | 12          | 50.35       | 7        | 159.82   |
| 12 | براندان كيري        | أستراليا         | 204.19      | 8           | 80.48       | 12       | 123.71   |

### مسابقات السيدات
| م  | اسم                   | الدولة           | مجمل النقاط | برنامج قصير | برنامج قصير | تزلج حر ‏ | تزلج حر ‏ |
| -- | --------------------- | ---------------- | ----------- | ----------- | ----------- | -------- | -------- |
| 1  | كاميلا فالييفا        | روسيا            | 272.71      | 1           | 87.42       | 1        | 185.29   |
| 2  | إليزافيتا توكتاميشيفا | روسيا            | 229.23      | 2           | 80.10       | 3        | 149.13   |
| 3  | مايا خروميخ           | روسيا            | 219.69      | 5           | 64.72       | 2        | 154.97   |
| 4  | ماريا بيل             | الولايات المتحدة | 210.35      | 3           | 69.37       | 4        | 140.98   |
| 5  | لوينا هندريكس         | بلجيكا           | 203.69      | 6           | 64.44       | 5        | 139.25   |
| 6  | مادلين شكيزاس         | كندا             | 192.14      | 4           | 67.49       | 7        | 124.32   |
| 7  | فيكتوريا سافونوفا     | بيلاروس          | 185.64      | 9           | 58.19       | 6        | 127.45   |
| 8  | رينو ماتسويكي         | اليابان          | 184.36      | 7           | 62.98       | 8        | 121.38   |
| 9  | إيكاترينا كوراكوفا    | بولندا           | 175.64      | 11          | 56.43       | 9        | 119.21   |
| 10 | يكاترينا ريابوفا      | أذربيجان         | 175.24      | 8           | 58.87       | 10       | 116.37   |
| 11 | إيفا لوتا كيبوس       | إستونيا          | 163.11      | 12          | 49.26       | 11       | 113.85   |
| 12 | أولغا ميكوتينا        | النمسا           | 161.09      | 10          | 57.09       | 12       | 104.00   |

### مسابقات الأزواج
| م | اسم                               | الدولة           | مجمل النقاط | برنامج قصير | برنامج قصير | تزلج حر ‏ | تزلج حر ‏ |
| - | --------------------------------- | ---------------- | ----------- | ----------- | ----------- | -------- | -------- |
| 1 | أناستازيا ميشين / ألكسندر غاليموف | روسيا            | 226.98      | 2           | 73.64       | 1        | 153.34   |
| 2 | داريا بافليوشينكو / دينيس خوديكين | روسيا            | 212.59      | 1           | 73.91       | 2        | 138.68   |
| 3 | ياسمينا غديروفا / إيفان بالتشينكو | روسيا            | 193.58      | 3           | 69.39       | 3        | 124.19   |
| 4 | أودري لو / ميشا ميتروفانوف        | الولايات المتحدة | 186.16      | 4           | 64.97       | 4        | 121.19   |
| 5 | كيرستن مور تاورز / مايكل مارينارو | كندا             | 177.72      | 7           | 58.95       | 5        | 118.77   |
| 6 | إيوليا شتشتينينا / مارك ماجيار    | المجر            | 175.80      | 5           | 63.99       | 7        | 111.81   |
| 7 | نيكول ديلا مونيكا / ماتيو غواريس  | إيطاليا          | 172.85      | 6           | 59.92       | 6        | 112.93   |
| 8 | ميريام تسيغلر / سيفيرين كيفر      | النمسا           | 163.80      | 8           | 58.53       | 8        | 105.27   |

### مسابقات الرقص على الجليد
| م | اسم                                    | الدولة           | مجمل النقاط | برنامج قصير | برنامج قصير | تزلج حر ‏ | تزلج حر ‏ |
| - | -------------------------------------- | ---------------- | ----------- | ----------- | ----------- | -------- | -------- |
| 1 | فيكتوريا سينيتسينا / نيكيتا كاتسالابوف | روسيا            | 211.72      | 1           | 86.81       | 1        | 124.91   |
| 2 | شارلين غينيارد / ماركو فابري           | إيطاليا          | 203.71      | 2           | 79.56       | 2        | 124.15   |
| 3 | لورانس فورنييه بودري / نيكولاي سورينسن | كندا             | 191.40      | 3           | 76.39       | 3        | 115.01   |
| 4 | سارا هورتادو / كيريل خاليافين          | إسبانيا          | 189.94      | 4           | 75.94       | 4        | 114.00   |
| 5 | كايتلين هوايك / جان-لوك بيكر           | الولايات المتحدة | 187.62      | 5           | 73.72       | 5        | 113.90   |
| 6 | أناستازيا سكوبتسوفا / كيريل أليشين     | روسيا            | 180.93      | 6           | 71.95       | 6        | 108.98   |
| 7 | أليسون ريد / سوليوس أمبروليفيتيوس      | ليتوانيا         | 177.88      | 7           | 71.43       | 8        | 106.45   |
| 8 | إليزافيتا خودايبيرديفا / إيغور بازين   | روسيا            | 177.51      | 8           | 71.05       | 7        | 106.46   |